# Eloy (Band)
Eloy ist eine deutsche Artrock-Band, die 1969 von Frank Bornemann in Hannover gegründet wurde. Der Name ist dem H.-G.-Wells-Roman Die Zeitmaschine entnommen, in dem ein Volk namens Eloi beschrieben wird.

## Geschichte

### Einfluss auf die deutsche Rockszene
Eloy wurde als Schulband gegründet und spielte ihr erstes offizielles Konzert am 29. April 1970 im Freizeitheim Ricklingen (Hannover). Noch im selben Jahr gewann die Band einen Talentwettbewerb und konnte zwei ihrer Kompositionen bei einem unabhängigen Plattenlabel als Single herausbringen. Im Jahre 1971 spielten sie in Hamburg ihre erste Langspielplatte für das Musiklabel Philips ein. In den 1970er Jahren avancierte Eloy zu einer der einflussreichsten Bands der deutschen Rockszene und war auch kommerziell erfolgreich. Der Sprung zu EMI, einem der Großen der Branche, gelang der Band 1973. 
Den Höhepunkt ihrer Karriere erreichten die Musiker 1979 mit dem Album Silent Cries and Mighty Echoes. Zu dieser Zeit spielte die Gruppe in der Besetzung Frank Bornemann (Gitarre, Gesang), Klaus-Peter Matziol (Bass), Detlev Schmidtchen (Keyboard) und Jürgen Rosenthal (Schlagzeug), der auch die Texte schrieb.

### Erfolge im Ausland
Die Alben Inside und Floating wurden in den USA von Chess/Janus Records veröffentlicht. Immerhin war die Musik so erfolgreich, dass unter anderem Miles Copeland, der auch für Wishbone Ash und The Police arbeitete, seine Manager-Dienste anbot. Nachdem das Label 1975 vom Markt verschwand, fand sich kein Nachfolger, der die Platten der Band herausbringen wollte. Vertragliche Bindungen waren nicht vorhanden, so dass Eloy-Alben in den USA fortan nur noch als Import zu bekommen waren. 
Das Album Ocean wurde 1977 von einigen Kritikern als Höhepunkt der Band gesehen. Nach dem großen Verkaufserfolg des Albums gab es Konzerte im europäischen Ausland, den Anfang machte Frankreich. Im Februar 1981 fand eine Blitztournee durch Griechenland statt. Bei insgesamt drei Konzerten in den Städten Athen und Thessaloniki erlebten ca. 14.000 Menschen die Band live. 
In Großbritannien erlangte 1982 die Plattenfirma Heavy Metal Records (Inh. Paul Birch) die Veröffentlichungsrechte für die Langspielplatten Planets und Time to Turn. Beide Alben erhielten neue Cover-Zeichnungen von Rodney Matthews und erschienen unter anderem auch als Picture Disc. Auch Performance und Metromania wurden von Heavy Metal Records veröffentlicht (beide auch als Picture Disc). BBC Radio 1 sendete 1983 ein Eloy-Special, für das eigens vier Stücke (On the Verge of Darkening Lights, Fools, Heartbeat und Through a Somber Galaxy) neu eingespielt wurden. Im Jahre 1984 gaben Eloy drei Konzerte in Großbritannien: am 26. Mai 1984 in Jubilee Gardens, South Bank, London (South Bank Festival) sowie am 27. und 28. Mai im legendären Marquee Club. Beide Marquee-Konzerte waren ausverkauft.

### Auflösung, Wiedervereinigung und Folgeprojekte
Trotz des Erfolges kam es Ende 1979 zur Trennung. Zwei Mitglieder der Band widmeten sich ihren Soloprojekten. Nachdem zwei neue Musiker aufgenommen worden waren, wurde bereits im Frühjahr des Folgejahres die nächste LP eingespielt. Trotz etlicher Krisen, bei denen es im Wesentlichen um eine Abkehr vom bewährten Eloy-Soundkonzept ging, gelang es Frank Bornemann noch bis 1984, seine Linie konsequent zu vertreten. Nach einer Mini-Tournee in Großbritannien, die teilweise von der BBC aufgezeichnet wurde, und einigen Konzerten in Deutschland, trennte sich die Gruppe bis zum Jahr 1988.
Die folgenden Projekte wurden zusammen mit vielen ehemaligen Bandmitgliedern unter der Leitung von Frank Bornemann durchgeführt. Es entstanden vier weitere Studioalben sowie zwei Kompilationen, größtenteils mit Neuaufnahmen der bekanntesten Stücke. Um das Jahr 2000 gab die Band auf ihrer Webpräsenz das Ende ihrer Live-Aktivitäten bekannt. Das vorerst letzte Konzert gaben Eloy am 19. Dezember 1998.
Offiziell wurde Eloy zwar nie aufgelöst, Frank Bornemann selbst jedoch bezeichnete in einem 2003 veröffentlichten Interview den Status der Band als „auf Eis gelegt, wahrscheinlich aufs ewige Eis“. Am 20. November 2009 erschien jedoch ein neues Studioalbum namens Visionary. 2010 erschien die Doppel-DVD The Legacy Box. 2011 fanden auch wieder Konzerte statt, darunter ein Auftritt beim Night-of-the-Prog-Festival auf der Loreley. Im Juli 2011 traten Eloy beim Burg-Herzberg-Festival auf.
Im Januar 2014 ist die angekündigte CD mit dem Titel Reincarnation on Stage! erschienen, eine Doppel-CD mit Aufnahmen der absolvierten letzten Tournee.
Ein Jeanne d’Arc gewidmetes, zweiteiliges Konzeptalbum, an dem Bornemann 15 Jahre arbeitete, erschien im August 2017 als The Vision, the Sword and the Pyre I und 2019 als The Vision, the Sword and the Pyre II.

## Stil
Die Musik von Eloy ist dem Artrock zuzuordnen mit starker Betonung von Orgeln bzw. Synthesizern. Der Sound der Band wandelte sich dabei in den 1970ern vom sphärischen bis psychedelischen Krautrock hin zu einem kompositorisch ausladenden, hypnotisch-symphonischen Progressive Rock. Später kamen sowohl geradlinige Rock- als auch New-Age-Elemente hinzu.
Die Texte sind durch eine starke Tendenz zur Verinnerlichung und zum mystischen Eskapismus mit häufig endzeitlicher Thematik gekennzeichnet. Die Errungenschaften der technischen Zivilisation werden, trotz des zum Teil futuristischen Klangbildes, meist negativ bewertet bzw. dienen dazu, wie etwa bei Power and the Passion als Vehikel, „um ins Mittelalter zu reisen und dort erst mal mit der Liebe seines Lebens einen Joint zu rauchen“. Die Liebe ist es schließlich auch, die einen Hoffnungsschimmer in der mystisch-düsteren Welt von Eloy darstellt.

## Diskografie
Studioalben
- 1971: Eloy
- 1973: Inside
- 1974: Floating
- 1975: Power and the Passion
- 1976: Dawn
- 1977: Ocean
- 1979: Silent Cries and Mighty Echoes
- 1980: Colours
- 1981: Planets
- 1982: Time to Turn
- 1983: Performance
- 1984: Metromania
- 1988: Ra
- 1992: Destination
- 1994: The Tides Return Forever
- 1998: Ocean 2 – The Answer
- 2009: Visionary
- 2017: The Vision, the Sword and the Pyre I
- 2019: The Vision, the Sword and the Pyre II
- 2023: Echoes from the Past[6]

Livealben
- 1978: Live (2 LPs)
- 2014: Reincarnation on Stage (2 CDs / 3 LPs)

Kompilationen
- 1980: Wings of Vision (Kanada)
- 1991: Rarities (1973–1984, Singles und unveröffentlichtes Material)
- 1993: Chronicles I (Best of 76–83/Neuaufnahmen bzw. Neuabmischungen von 1993)
- 1994: Chronicles II (Best of 84–92/Neuaufnahmen bzw. Neuabmischungen von 1994)
- 1994: Best (Best of 73–84, Griechenland)
- 1994: The Best of Eloy Vol. 1 (The Early Days 1972–1975)
- 1996: The Best of Eloy Vol. 2 (The Prime 1976–1979)
- 1996: The Best of Eloy Vol. 1 (The Early Days 1972–1975, US-Version mit zwei Bonustracks)
- 2003: Timeless Passages (/The Very Best of Eloy)
- 2012: Essential
- 2019: The Classic Years Trilogy

Musikvideo, VHS und DVD
- 1971: Musikvideo I Work It Out (Amateurvideo)
- 1980: Musikvideos Illuminations und Silhouette (Tracks vom Album Colours). Produktion: Klaus Schulze
- 1997: Live 1994, München (Fanclub-VHS in kleiner Auflage mit den Titeln Poseidon’s Creation, Generation of Innocence und The Tides Return Forever)
- 2010: The Legacy Box (Doppel-DVD mit Interviews, TV-Clips und Live-Auftritten)
- 2013: Live Impressions

Sonstige
- 1982: Songbook Planets/Time to Turn (ISBN 3-88393-126-8)
- 1984: Eloy – 1984-05-27 The Marquee Club, London (Bootleg)
- 1984: Codename: Wildgeese (Soundtrack von Eloy ohne Frank Bornemann)

## Trivia
Der SDR verwendete 1973 für sein SF-Hörspiel Der Unentbehrliche von Horst Zahlten Musik aus der LP Inside. Der WDR verwendete 1980 für seinen TV-Tatort Schußfahrt von Wolfgang Staudte Musik aus der LP Ocean.